# Rundes Grabmal von Kolones

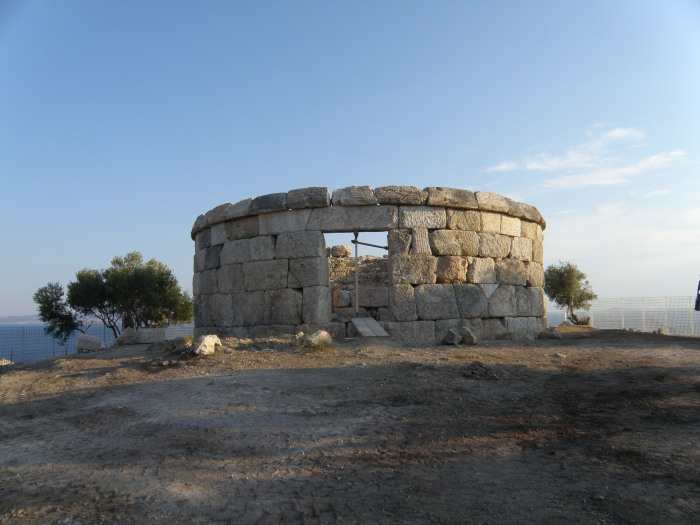
Rundes Grabmal von Kolones

Das Runde Grabmal von Kolones steht auf dem höchsten Punkt einer Halbinsel südwestlich des Ortes Kolones auf der Insel Salamis. Es handelt sich bei dem Rundbau um ein Grab aus dem zweiten Viertel des 4. Jahrhunderts v. Chr. Innerhalb des Grabmonuments wurden mindestens vier Leichname aus derselben Familie beigesetzt. Vermutlich wurde das Grab von einem reichen Einwohner der benachbarten Stadt oder aus der Hauptstadt der Insel Salamis erbaut. 

## Erforschung und Wiederaufbau
Über die Funktion des Rundbaus gab es in der Vergangenheit zahlreiche Spekulationen. Einige vermuteten, dass hier der von Strabon erwähnte Ort Kychreia, eine Gründung des Heros Kychreus, lag und vermuteten deshalb, der Bau sei ein Wachturm der Stadt. Andere wollten in ihm einen von Pausanias beschriebenen Tempel für Aias sehen. Wieder andere glaubten, es sei ein Signalturm (Fryktoria). In den Jahren 1995, 1997 und 1999 führte die griechische Archäologin Iphigenia Dekoulakou Ausgrabungen durch. Hierbei konnte sie eindeutig klären, dass es sich bei dem Rundbau um ein Grabmonument handelt. Da das Grab über die Jahrtausende eingestürzt war, beschloss man, es teilweise wieder aufzubauen. Der Bautechniker K. Mamalouglas wurde beauftragt, den Wiederaufbau vorzunehmen. Im April 2013 begannen die Arbeiten. Ursprünglich war geplant, 43 der 99 heruntergefallen Steine wieder an die ursprüngliche Position zu setzen. Im Laufe der Arbeiten entstand jedoch die Idee, alle Steine wieder zu verbauen und verloren gegangene zu ersetzen. So wurden bis Dezember 2015 alle 99 antiken und 22 neue Steine verbaut. Am 6. November 2016 wurde das restaurierte Grab der Öffentlichkeit zugänglich gemacht.

## Beschreibung
Bei dem runden Grabmal von Kolones handelt es sich um einen Rundbau aus lokalem Kalkstein mit einem äußeren Durchmesser von 10,70 m und 3,50 m Höhe. Der Rundbau war nach oben offen – er verfügte also über kein Dach. Der Eingang befindet sich im Norden. Im Eingangsbereich direkt südlich des Eingangs fand man die Grabschächte. In ihnen befanden sich drei Marmorsarkophage mit Körperbestattung, die jedoch alle schon ausgeraubt waren. Unter einem Sarkophag fand man noch ein Brandgrab. Als Grabbeigaben wurden unter anderem ein Bronzespiegel, eine Bronzepinzette, eine schwarz-glasierte „Salzschale“ und rotfigurige Keramikscherben gefunden. Die Funde sind im Archäologischen Museum Salamis ausgestellt. Über jedem Grab gab es ursprünglich einen flachen Lehmhügel, der mit einer dünnen Putzschicht bedeckt war. Im Süden des Rundbaus stand ein Steinsockel. Auf ihm stand ein Grabstein in Form einer Säule, die zu beiden Seiten von einem Lekythos flankiert war.